# Cryptocoryne villosa
Cryptocoryne villosa är en kallaväxtart som beskrevs av Niels Henning Günther Jacobsen. Cryptocoryne villosa ingår i släktet Cryptocoryne och familjen kallaväxter.
Artens utbredningsområde är Sumatera. Inga underarter finns listade.